# Astragalus brevifolius
Astragalus brevifolius är en ärtväxtart som beskrevs av Carl Friedrich von Ledebour. Astragalus brevifolius ingår i släktet vedlar, och familjen ärtväxter. Inga underarter finns listade i Catalogue of Life.